# Metriocnemus carmencitabertarum
Metriocnemus carmencitabertarum är en tvåvingeart som beskrevs av Langton och Cobo 1997. Metriocnemus carmencitabertarum ingår i släktet Metriocnemus och familjen fjädermyggor. Inga underarter finns listade i Catalogue of Life.